# VAIO公司
VAIO公司（日语：VAIO株式会社）是日本的一家消費電子產品製造商。總部及生產基地位於長野縣安曇野市，業務包括電腦及電子專業製造服務，集合規劃、設計、開發、製造、銷售及輔助服務。

## 歷史
2014年7月1日，索尼拆售VAIO個人電腦業務部門，接受日本產業夥伴的投資成立VAIO公司，並持有VAIO品牌商標而繼續推出產品。

## 外部連結
- （英文）VAIO全球 （页面存档备份，存于）
- （简体中文）VAIO中國大陸 （页面存档备份，存于）
- （繁體中文）VAIO台灣 （页面存档备份，存于）
- （繁體中文）VAIO香港 （页面存档备份，存于）